# GOU
Pour les articles homonymes, voir GOU.

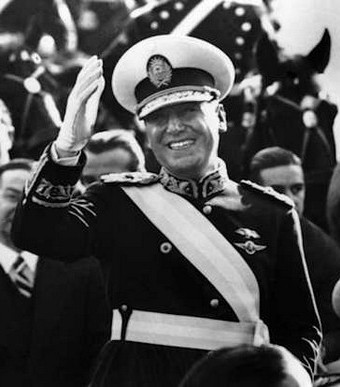
Le général Juan Domingo Perón, figure éminente du GOU.

Le GOU, abréviation de Grupo de Oficiales Unidos (Groupe d’officiers unis) ou Grupo Obra de Unificación (Groupe Œuvre d’unification), était une loge ou organisation militaire secrète argentine de tendance nationaliste, fondée le 10 mars 1943 au sein de l’armée de terre argentine. Cette même année, le groupe fut le principal moteur derrière le coup d’État exécuté le 4 juin contre le président Ramón Castillo, qui mit fin à la période dite Décennie infâme et porta au pouvoir un gouvernement militaire qui dirigera le pays jusqu’en février 1946, avec pour objectif initial de maintenir la neutralité de l’Argentine pendant la Seconde Guerre mondiale et d’éviter que les revendications historiques du mouvement ouvrier argentin puissent se concrétiser politiquement.
L’irruption de cette loge militaire secrète dans la politique nationale argentine durant les premières années de la décennie 1940 « fut l’expression palpable de la crise organique qui secouait la société semicoloniale ; elle marqua la fin d’une époque et signala le début d’une autre, portée par les forces sociales émergentes qui s’étaient développées au long des années 1930, et qui ne pouvaient s’intégrer dans le cadre défini par la vieille république oligarchique ». Le GOU, dont Juan Perón était l’un des membres les plus éminents, allait ensuite jouer un rôle central dans les premiers mois du gouvernement militaire issu du soulèvement du 4 juin 1943.
La loge fut dissoute en février 1944, par décision de Farrell et Perón, nouveaux hommes forts du régime, au moment où le pouvoir militaire s’était doté de toutes les caractéristiques d’un régime d’exception (prédominance absolue de l’organe exécutif, contrôle strict des partis politiques, des syndicats, de l’université, de la presse, de l’Église etc.), et au moment où les tensions d’une société ainsi obturée, se concentrant sur le noyau gouvernemental, avaient atteint leur point culminant. Le GOU s’était fortement polarisé selon deux lignes de fracture : l’opportunité ou non d’entrer en guerre aux côtés des Alliés, et la politique sociale menée par Perón en association avec les syndicats et qui se heurta à la frange conservatrice de la loge. La décision prise fin mars 1945 par le pouvoir militaire de signer l’acte de Chapultepec et la déclaration de guerre contre les puissances de l'Axe qui s’ensuivit consommèrent la rupture au sommet du pouvoir argentin.

## Origines
La loge militaire GOU commença son existence politique formelle à Mendoza, le 10 mars 1943, après que Perón y eut été muté au lendemain de son retour d’Europe. Le groupe était composé de militaires qui voulaient en finir avec la Décennie infâme, laquelle ne faisait qu’attiser les tensions sociales, et qui escomptaient contenir ainsi le mouvement ouvrier « afin qu’il ne finisse pas par dévier vers la gauche ». Il voulait en outre éviter l’entrée de l’Argentine dans la Seconde Guerre mondiale.
Jusqu’au coup d’État du 4 juin 1943, la loge garda un caractère secret et était organisée selon d’une structure très centralisée. Des vingt chefs qui composaient son premier état-major, trois possédaient le grade de colonel, plus de la moitié étaient des lieutenants-colonels, trois étaient major, et un était capitaine, et tous se trouvaient cantonnés dans des garnisons de la capitale Buenos Aires ou de sa grande banlieue. La plupart étaient chefs d’état-major, mais sans détenir aucun commandement sur des troupes, ce pourquoi l’on s’attacha tout d’abord à gagner l’adhésion de jeunes officiers. Ceux qui rejoignirent la loge après le 4 juin durent faire serment de défendre le nouveau régime militaire et de dénoncer les ennemis de l’organisation, ce qui fera du GOU simultanément un réseau de surveillance destiné à contrôler le corps des officiers. En outre, les nouveaux adhérents étaient tenus de signer une demande non datée de mise en disponibilité.
En fait, les premiers travaux du GOU remontent à une année auparavant. La préfiguration de la loge fut en effet l’accord que le président Castillo passa avec plusieurs officiers nationalistes de l’armée en octobre 1941 et à l’aide duquel il fut en mesure de préserver pendant un an et demi la politique de neutralité de l’Argentine dans la Deuxième Guerre mondiale. Ce noyau initial, constitué de huit officiers, dont Juan Perón, avait pour objectifs déclarés de se prémunir contre le péril de la progression du communisme en Argentine et de résister à la pression du gouvernement nord-américain pour faire entrer l’Argentine en guerre contre l’Axe. À ces deux résolutions s’ajoutait la volonté de ne pas permettre que l’armée fût soumise au jeu des intérêts politiques. L’anticommunisme s’amalgamait, dans le chef de certains membres du GOU, à une forte sympathie pour le national-socialisme allemand et pour le fascisme italien, tandis que la position de neutralité s’alimentait chez certains du refus de céder aux desseins impérialistes des États-Unis. C’est le nationalisme, exprimé dans le concept de souveraineté nationale, qui servit de principal élément idéologique fédérateur pour le groupe.
La fondation de la loge proprement dite est due à l’initiative des lieutenants-colonels Miguel Á. Montes et Urbano de la Vega, qui bénéficieront de l’appui d’une vingtaine d’officiers, bien que ceux qui ultérieurement inspireront et définiront l’orientation de l’organisation furent Juan Domingo Perón, alors lieutenant-colonel (qui au début agissait comme représentant de Montes), le frère de ce dernier, Juan Carlos Montes, Urbano et Agustín de la Vega, Emilio Ramírez, Aristóbulo Mittelbach et Arturo Saavedra, entre autres.
Les objectifs du groupe, découlant de ses postulats idéologiques, s’énumèrent comme suit :
- Garantir l’organisation et l’unité internes de l’armée, objectif répondant aux préoccupations professionnelles des milieux militaires.
- Faire obstacle à l’immiscion du monde politique dans l’organisation et l’unité professionnelle de l’armée.
- Prévenir la montée du communisme.
- Éviter l’entrée en guerre de l’Argentine dans la Seconde Guerre mondiale sous la pression américaine.
- Œuvrer au bien-être général de la patrie et de l’armée.
- Empêcher en conséquence l’accession à la présidence de Robustiano Patrón Costas, homme politique conservateur et homme fort de la province de Salta.

La décision prise en mars 1943 de mettre sur pied cette organisation s’explique par deux facteurs : un facteur de politique intérieure, déterminé par la conscience que le président Ramón Castillo emploierait toutes ses ressources à promouvoir la candidature de Patrón Costas, et un facteur de politique extérieure, déterminé par le profond mécontentement suscité chez les membres du GOU par la politique extérieure de l’armée après que fut connu en février 1943 le mémorandum remis par le chef de l’état-major, le général Pierrestegui (réputé favorable aux Alliés, aliadófilo), qui avait en août 1942 exposé son inquiétude à la suite de la rupture de l’équilibre des forces dans le bassin de la Plata et réclamait un arrangement avec les États-Unis sur la fourniture d’armements à l’armée argentine.
Vint s’y ajouter un troisième facteur : la mort du général Agustín Justo, promoteur de longue date du professionnalisme dans les forces armées, et défenseur de plusieurs des fondements idéologiques qui animaient le GOU.
En réalité, ni la candidature de Justo (avortée par la mort de celui-ci en janvier 1943), ni celle de Patrón Costas, n’étaient en mesure de résoudre les problèmes auxquels le pays était confronté dans les premières années de la décennie 1940 et à répondre aux nouvelles nécessités. Depuis une dizaine d’années, le processus d’industrialisation par substitution aux importations avait donné naissance à des forces sociales — un petit et moyen patronat industriel et de nouvelles couches ouvrières liées au marché intérieur — qui ne se trouvaient aucunement représentées au sein des forces politiques traditionnelles de l’ancienne république oligarchique de la Décennie infâme.
À signaler également, outre le déficit de représentativité institutionnelle, le nouveau climat culturel, s’exprimant dans un courant d’idées nationaliste et industrialiste qui surgissait à ce moment et qu’incarnaient notamment les publications Tribuna et Reconquista, mais aussi la Revista de Economía Argentina, fondée par Alejandro Bunge dans les années 1920, et Argentina Fabril, éditée par l’Unión Industrial, dont le centre de conférences était alors fréquenté par des officiers de l’armée. Ainsi que le note Osvaldo Calello,

« À sa manière, le régime militaire [issu du coup d’État de 1943], sous la forte influence du GOU, exprima les intérêts d’un nationalisme bourgeois émergent face à la présence d’une bourgeoisie nationale, faible, contradictoire, dénuée d’une conscience qui dépassât l’horizon de ses intérêts purement corporatistes. Les mesures prises par ledit régime, qui tendaient à annuler les clauses du traité commercial anglo-argentin Roca-Runciman de 1933 ― mesures telles que la nationalisation de la Banco Central et de la Corporación de Transportes de Buenos Aires, ou que l’étatisation de la Compañía Primitiva de Gas et des compagnies de téléphone de l’intérieur relevant du trust américain Electric Bond and Share, ou encore telles que la création des secrétariats au Travail et à la Prévoyance et à l’Industrie et à la Banque industrielle, et le renforcement de Fabricaciones Militares ―, revêtaient une signification progressiste, qui fut plus importante que les aspects réactionnaires qu’imprimaient à la dictature militaire les nationalistes oligarchiques comme le général Perlinger ou le ministre de la Justice et de l’Instruction publique Martínez Zubiría. »

Diverses interprétations ont été données du sigle GOU, toutefois la plus généralement acceptée est Grupo de Oficiales Unidos (Groupe d’officiers unis).

## Idéologie et proclamations
En tant que groupe, le GOU n’avait pas au départ ― au-delà de la mise en avant du professionnalisme militaire ― d’idéologie bien définie ; sa devise était « Union et organisation de l’armée ».
Ses membres cependant partageaient deux caractéristiques idéologiques communes, mais pour chacune dans des proportions très variables : le nationalisme — allant d’un penchant modéré et libéral jusqu’à des postures s’apparentant au militarisme, à la xénophobie, voire au racisme — et l’anticommunisme, plus marqué chez certains officiers que chez d’autres. Abstraction faite du cas du colonel Perón, dont l’idéologie continue de faire l’objet de controverses et au surplus montra des variations considérables au fil du temps, l’idéologie des autres officiers peut seulement se déduire des proclamations signées par les membres de la loge.
Une circulaire en particulier, publiée par Silvano Santander, antipéroniste notoire, a attiré l’attention ; dans ce document, supposément daté du 3 juin 1943, le groupe se présentait comme un allié de la l’Allemagne nazie, et manifestait des prétentions hégémoniques sur le reste de l’Amérique du sud,,. Cependant, ce document est généralement considéré, pour diverses raisons, comme apocryphe, dont l’une est la démonstration faite plus tard que l’ancien député Santander avait falsifié nombre d’autres documents dans l’intention de nuire au péronisme. L’historien Robert Potash, qui a étudié en profondeur l’activité de l’armée argentine durant cette période, témoigne des entretiens qu’il eut avec la plupart des membres du GOU, lesquels lui déclarèrent tous n’avoir pas eu connaissance d’une telle proclamation avant sa publication par Santander. Ce nonobstant, quelques auteurs continuent de mentionner la supposée proclamation comme étant authentique, plus particulièrement au Chili, depuis qu’il en fut donné lecture devant la Chambre des députés en 1953, et qu’elle fut ensuite citée dans un livre paru la même année, dans lequel l’attitude du président chilien Carlos Ibáñez del Campo vis-à-vis du péronisme était critiquée.
Le champ d’application de cette idéologie, pour peu définie qu’elle fût, allait bientôt dépasser le strict cadre de l’organisation et de l’unité des forces armées, et conduire notamment à tenter de maintenir, en s’opposant aux pressions exercées par les États-Unis, la neutralité de l’Argentine dans la Guerre mondiale ― position qui nécessiterait, une fois que la loge eut pris les rênes du pouvoir, une solution urgente au problème de l’approvisionnement en armes ―, et surtout à éviter la montée du communisme. Si le propos de la loge n’était pas au départ de s’emparer de la direction politique de l’État, c’est pourtant ce qui finit par se produire.
Il a pu être dit que durant son existence, le GOU représenta les intérêts de la bourgeoisie industrielle. Au début de 1943, une crise de pouvoir s’était fait jour mettant en cause l’hégémonie des cercles dirigeants d’alors, incapables désormais d’assurer la pérennité de l’ancien modèle économique basé sur l’exportation de produits agricoles, et de préserver intact le pouvoir de décision du bloc composé de la vieille aristocratie latifundiste et de la bourgeoisie commerciale et financière, alliées à l’impérialisme britannique.
Le général Justo, proclamé candidat à la présidence dans la Chambre de commerce britannique au mois de décembre de l’année précédente, mourut en janvier 1943. Étant donné qu’avaient déjà disparu également les anciens présidents Ortiz et Alvear, figures qui auraient pu permettre une sortie libérale hors du régime de la Décennie infâme, c’était par conséquent le général Justo qui apparaissait comme l’unique dirigeant politique en position de mettre sur pied une alliance électorale réunissant d’une part l’aile libérale de la Concordancia alors gouvernante, ou du moins les vestiges de l’antipersonnalisme et du Parti socialiste indépendant, avec d’autre part l’Union civique radicale (UCR), dont le Comité national était dominé par l’alvéarisme, la démocratie progressiste et le Parti socialiste. La pratique de la fraude électorale dite « fraude patriotique » avait fait son temps et il était nécessaire à présent d’installer au pouvoir un gouvernement surgi d’un scrutin honnête, qui emporterait le consensus nécessaire à ce que l’Argentine pût se ranger aux côtés des Alliés, comme le souhaitait le gouvernement des États-Unis.

## Actions
Comme il a été signalé ci-avant, le principal souci du GOU était pour l’heure les élections, où était en lice Patrón Costas, auquel les membres du GOU étaient hostiles en raison de ses notoires relations avec les groupes conservateurs et de ses positions favorables aux Alliés ; mais ils redoutaient en même temps qu’un Front populaire dirigé par les communistes pût l’emporter. Un document du GOU qui, selon Potash, aurait été distribué dans la semaine du 15 mai 1943, retenait comme les deux forces politiques majoritaires d’une part la Concordancia, qui avait désigné le binôme présidentiel Patrón Costas – Iriondo, et d’autre part l’Union démocratique argentine, qui n’avait toujours pas réussi à s’accorder sur ses candidats. La première citée, composée de démocrates nationaux et d’antipersonnalistes, était soutenue, selon le GOU, par « la banque internationale, les journaux et les forces étrangères, qui œuvrent en défense d’intérêts étrangers à ceux du pays », tandis que la seconde « malgré sa dénomination dissimulatrice, est le Front populaire qui ne dit pas son nom... » et regroupe « avec une tendance nettement de gauche, les forces communistes, socialistes, syndicales, démocrates progressistes, radicales, etc. Leur union obéit à des pressions étrangères, provenant et entretenues depuis l’extérieur ; [ces forces] sont financées par une abondance d’argent étranger, et sont surveillées et propulsées par les agents spéciaux qui agissent dans nos milieux au service de pays étrangers. Il s’agit d’un groupement clairement révolutionnaire qui ambitionne de rééditer le panorama rouge de l’Espagne ».

### Coup d’État de 1943
Après que Castillo eut ouvertement marqué son appui à la candidature de Patrón Costas, la loge chercha, par le truchement du lieutenant-colonel González, à établir des contacts avec ses opposants, et décida d’exécuter le coup d’État en septembre 1943. Le ministre de la Guerre, le général Pedro Pablo Ramírez (père d’Emilio Ramírez, membre du GOU), dont il était dit qu’il serait le possible candidat à la présidence pour l’Union civique radicale (UCR), était au courant des manœuvres du GOU, mais s’abstint d’agir contre ses membres, et n’entreprit rien pour les contrarier, alors que des rumeurs couraient sur une possible insurrection des radicaux avec à leur tête le général Arturo Rawson.
Castillo, lors d’une session orageuse, exigea des explications au ministre Ramírez, qui, sans entrer dans de plus amples détails, nia toute affiliation à l’UCR ; Castillo cependant, insatisfait de cette réponse du général, choisit d’attendre la démission de celui-ci, qui ne pouvait manquer d’arriver compte tenu des profondes divergences entre les deux hommes. Les jours ensuite s’écoulèrent sans nouvelles, jusqu’à ce que Castillo ordonnât au ministre de la Marine, le vice-amiral Mario Fincati, le 3 juin 1943, de rédiger le décret par lequel il était mis fin aux fonctions de Ramírez.
Si ce décret ne parvint jamais au président, il eut pour effet en revanche d’approfondir le fossé le séparant des forces armées, lesquelles commençaient à se mobiliser pour le 3 juin à 10 heures du soir, en vue de planifier un coup d’État pour mettre un terme au gouvernement de Castillo. Ramírez pour sa part se borna à recommander que l’on cherchât quelque général pour piloter le soulèvement.
Afin de régler les derniers détails du putsch, une réunion, présidée par le colonel Elbio Anaya, fut organisée à l’École de cavalerie de Campo de Mayo, réunion à laquelle assistèrent Rawson, González et Carlos Vélez, en plus de plusieurs officiers supérieurs, mais pas Perón. Lors de cette réunion, il fut décidé d’adopter un manifeste rédigé par Perón et Miguel A. Montes, proclamant à l’intention du peuple que le coup d’État était dirigé contre la vénalité, la fraude, la concussion et la corruption du gouvernement renversé ; que le mouvement était « essentiellement constitutionnel », et qu’il lutterait pour préserver une réelle et totale souveraineté de la nation argentine. Dans la matinée du 4 juin 1943 eut lieu la marche sur la Casa Rosada avec un contingent de près de 10 000 soldats ; ce serait la deuxième d’une longue série de tragiques interruptions de la vie politique constitutionnelle de l’Argentine.
Le GOU allait ensuite jouer un rôle central dans les premiers mois du gouvernement militaire issu du soulèvement du 4 juin 1943. Osvaldo Calello observe :

« Des dix-sept officiers qui, la nuit précédente, décidèrent le coup d’État à l’école de cavalerie de Campo de Mayo, un tiers appartenait à la loge. Néanmoins, son caractère minoritaire ne l’empêcha pas d’impulser les événements et de déterminer bientôt l’orientation que ceux-ci auraient à prendre. À cette réunion participèrent des officiers tant nationalistes que libéraux, neutralistes que favorables aux Alliés (aliadófilos), et entre lesquels il n’y avait aucun accord sur la ligne que devait suivre le futur gouvernement ; en réalité, le sujet n’avait même pas été discuté, seuls comptant les aspects militaires. Si pas davantage, la discussion politique n’occupait de place à l’ordre du jour du GOU, les quatre colonels qui formaient de fait une sorte de corps exécutif dans les semaines suivant le 4 juin, Emilio Ramírez, Enrique González, Eduardo Ávalos et Juan Perón, avaient quant à eux au contraire, et plus particulièrement ce dernier, une idée claire sur la marche à suivre. »

Le GOU, qui dans les débuts du gouvernement Ramírez continuera d’être une organisation secrète, sut consolider ses positions dans l’appareil gouvernemental et militaire, en plaçant ses cadres aux postes clef, tout en faisait avorter les manœuvres contre le ministre de la Guerre, Edelmiro Farrell, et contre son secrétaire, le colonel Perón, de qui les ambitions politiques, devenues patentes, avaient tôt commencé à éveiller des résistances.

### Présidence du général Arturo Rawson
Le 4 juin, jour du coup d’État, débuta la brève période de 72 heures du gouvernement du général Arturo Rawson, qui avait servi aux côtés de González et dont la plus grande contribution au nouveau régime avait été de garantir la neutralité de la marine. Alors que les hommes du GOU se faisaient une idée assez claire sur leurs objectifs et sur l’orientation à imprimer à l’État, Rawson donnera la première marque de sa maladresse politique, lorsque, dînant au Jockey Club de Buenos Aires, il offrit à ses amis José María Rosa et Horacio Calderón (le premier, actionnaire du journal El pampero et germanophile, le second, aliadófilo, partisan des Alliés, mais tous deux connus comme conservateurs) les portefeuilles resp. du ministère des Finances et du ministère de la Justice, cela dans le cadre d’un putsch formellement conservateur et hostile aux Alliés.
Parmi les nominations figuraient encore celles des frères Sabá et Benito Sueyro, qui se verraient confier la vice-présidence et le portefeuille de la Marine resp. ; celle de Ramírez, qui resterait au poste de ministre de la Guerre ; celle de l’amiral Storni pour le poste de ministre de l’Intérieur ; et celle du général Diego I. Mason à l’Agriculture. Les membres du GOU, spécialement Perón et González, profondément consternés, s’opposèrent résolument aux désignations de Rawson et jugèrent impératif de le déloger du palais de gouvernement.
Les mêmes sentiments hostiles au président Rawson animaient également un groupe d’officiers qui s’étaient réunis à Campo de Mayo pour examiner le problème constitué par Rawson comme chef de gouvernement ; lassé des tractations et des pourparlers, le colonel Anaya décida de remédier à la situation en refusant l’accès à la Casa Rosada aux civils Rosa et Calderón, les empêchant ainsi d’exercer leurs fonctions. Ensuite, Anaya et un lieutenant-colonel, un dénommé Imbert, se rendirent au domicile du général Martínez, le sollicitant de renoncer au portefeuille des Affaires étrangères, puis, le 6 juin, alors qu’il faisait déjà nuit, Anaya pénétra dans le bureau de Rawson et lui manifesta qu’il ne pouvait compter sur aucun soutien à Campo de Mayo. Face à cela, le président, se sentant trahi, signa sa démission et quitta la Casa Rosada en refusant la protection de quelque escorte que ce fût.

### Présidence du général Pedro Ramírez

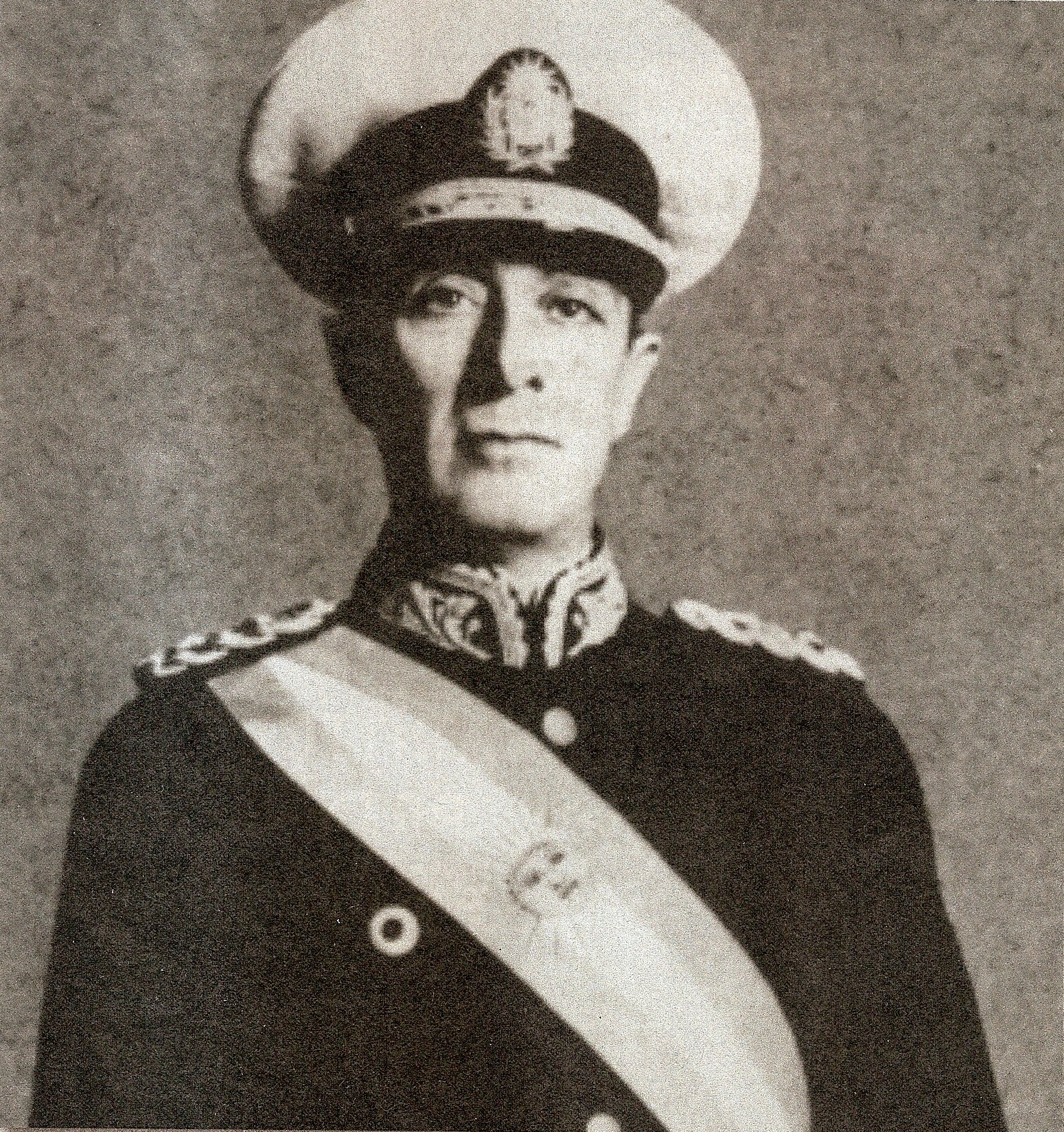
Le général Pedro P. Ramírez.

Après la chute du général Rawson, celui-ci fut remplacé par le général Pedro Ramírez. Les deux grandes lignes de fracture qui marqueront sa période de gouvernement et détermineront fondamentalement les politiques à venir, procédaient pour l’une des conflits intérieurs, liés aux luttes de domination sur le plan politique national, et pour l’autre des tensions de politique extérieure, liées aux pressions étrangères tendant à pousser l’Argentine à une entrée en guerre aux côtés des Alliés, et de l’antagonisme intérieur subséquent entre aliadófilos, neutralistes et germanophiles.
La politique du général Ramírez fut, du point de vue des intérêts du GOU, largement fructueuse. En peu de temps en effet, plusieurs militaires membres du GOU — capitaines, majors, lieutenants-colonels, colonels ou généraux— feront leur apparition à la présidence, dans les ministères et dans les secrétariats d’État, parmi lesquels notamment le capitaine d’infanterie Miguel Federico Villegas en tant que secrétaire et directeur général de la Radiodifusión,, le capitaine de cavalerie José Ítalo Lamberti, le lieutenant-colonel Domingo Mercante, le colonel Enrique P. González, le colonel Miguel Ángel Montes, le colonel Juan Domingo Perón, futur secrétaire d’État au Travail et à la Prévoyance, mais qui pour l’heure se vit offrir une fonction peu considérable comme secrétaire personnel du ministre de la Guerre, etc. Au sein de cette structure de pouvoir favorable au GOU, le dernier cité, Juan Perón, alors encore colonel, sut habilement tirer parti du climat de tension politique qui opposait les groupes rivaux pour escalader un à un les échelons jusqu’à atteindre une notable position de pouvoir et s’acquérir une solide assise populaire, quand même il ne pourra pas encore la monnayer sous l’actuelle présidence de Ramírez, mais seulement dans la suivante, jusqu’à finalement obtenir l’investiture présidentielle en juin 1946.

#### La neutralité argentine
Les conflits suscités par la politique extérieure du gouvernement de Ramírez finirent par saper sa position sur le siège présidentiel. Le pouvoir militaire tenta dans un premier temps de maintenir le traditionnel positionnement neutre de l’Argentine face à la guerre, c’est-à-dire la même position que celle adoptée historiquement par les gouvernements conservateurs et radicaux, mais la conjoncture internationale dans laquelle cette position était naguère encore bien reçue n’était déjà plus la même.
À l’échelon national, la neutralité permettait de ménager les opinions tant des germanophiles, pour qui cette position impliquait un appui indirect à l’Axe, que de certains secteurs déterminés tributaires des marchés européens, à qui la neutralité donnait licence de poursuivre leurs affaires avec les Alliés ou avec l’Axe, voire avec les deux. Le positionnement neutraliste était pour l’Argentine un mode d’autodéfinition vis-à-vis de conflits assez tortueux qui affectaient des peuples avec chacun desquels l’Argentine avait des liens, à telle enseigne qu’elle répugnait à prendre parti pour l’un au détriment des autres, encore que cette attitude ait pu être interprétée, comme l’expliquent Carlos Floria et César García Belsunce, comme « une manifestation du pacifisme selon la loi du moindre effort ».
Si la neutralité était fort bénéfique sur le plan intérieur, elle ne réussit pas à apparaître, dans le champ des relations internationales multilatérales, aux yeux de certains des pays alliés, en particulier des États-Unis, comme une position équidistante, mais au contraire comme une façon subreptice de favoriser les intérêts de l’Axe et de briser ainsi la « solidarité américaine face au conflit international », en empêchant l’exécution intégrale d’une politique d’hégémonie nord-américaine qui jusque-là s’était poursuivie sans encombre dans les pays du continent américain. Le fait que l’Argentine ne soumettait pas sa volonté au « consensus américain » placé sous les auspices des États-Unis impliquait que ce dernier pays risquait de perdre en temps de guerre sa zone d’influence dans les Amériques, et de voir le continent, déjà fragmenté, tomber aux mains de l’Axe, compte tenu de la grande influence qu’avaient à cette époque les idées nationalistes totalitaires favorables à l’Axe dans les pays d’Amérique latine.
L’attitude américaine en la matière n’était pas partagée par la totalité des États alliés, dont le point de vue sur la situation argentine restait, chez certains d’entre eux, ambiguë. Pour le Royaume-Uni, la neutralité argentine ne suscitait aucune réticence, les Britanniques gardant en effet à l’esprit les grands investissements qu’ils avaient réalisés en Argentine, l’importance croissante d’un approvisionnement régulier en viande pour leurs civils et leurs militaires combattants, et, en prévision de l’après-guerre, la possibilité de perdre l’un de leurs principaux bastions d’influence en Amérique latine en général et dans le Río de la Plata en particulier. À l’inverse, l’Union soviétique fustigeait l’Argentine pour n’avoir pas déclaré ses véritables intentions devant le concert des nations ; ce blâme se traduira plus tard, au lendemain de la guerre, par l’opposition de Staline à l’accession de l’Argentine à l’Organisation des Nations unies.

#### Crise diplomatique et politique
Cet entrelacs de relations conflictuelles et de postures contradictoires, que certains auteurs appellent la « crise de juin 43 », eut des effets néfastes pour le pouvoir du général Pedro Ramírez, qui se verra finalement contraint, par le manque de soutien populaire et militaire et par la complexité de la situation internationale, de « déléguer » le gouvernement au général Edelmiro Farrell, qui avait été nommé vice-président en octobre 1943. La tension diplomatique atteignit son point culminant en août 1943 à la suite de l’incident survenu entre le secrétaire d’État Cordell Hull et le chancelier (ministre des Affaires étrangères) argentin, l’amiral Segundo Storni, lorsque le premier répliqua durement à une lettre personnelle du chancelier où la position argentine de neutralité était exposée, Cordell Hull raillant les arguments de Storni et ironisant sur les motifs cités par Storni pour justifier que l’Argentine ne s’était pas encore résolue de rompre ses relations avec l’Axe, et excluant en outre toute fourniture d’équipement militaire tant que cette rupture ne serait pas intervenue.
Le conflit s’exacerba encore après que, devant le refus américain de livrer des armes à l’Argentine, le pouvoir argentin se fut employé, par des pourparlers secrets entre d’une part l’agent allemand Hans Harnisch et le consul Oscar Alberto Hellmuth, ressortissant argentin et membre de la RSHA (Reichssicherheitshauptamt), la police secrète de Heinrich Himmler, et d’autre part le colonel Enrique P. González et le président Ramírez lui-même, d’obtenir des armes allemandes en vue d’une guerre avec le Brésil. Dès le mois de mai 1943, des militaires du GOU avaient conclu un accord de coopération avec le chef du SD-Ausland (SD service étranger) Walter Schellenberg, accord tendant à garantir l’immunité de poursuites judiciaires pour les agents nazis, à leur offrir une fausse identité au titre de membres des services secrets argentins, et à assurer qu’ils pussent utiliser la valise diplomatique argentine pour acheminer des informations entre Berlin et Buenos Aires. Ayant eu vent de ces tractations, les États-Unis s’adressèrent aux Alliés et aux autres pays latino-américains à l’effet de coordonner un embargo politique et économique contre l’Argentine, laquelle mesure, ajoutée à la présomption de l’intervention argentine dans certains événements subversifs en Amérique latine, comme le coup d’État en Bolivie survenu le 20 décembre 1943 et la présence d’émissaires militaires dans les États limitrophes, provoqua une grave crise nationale et internationale, que Farrell tenta d’apaiser par la rupture des relations diplomatiques avec l’Allemagne et le Japon le 26 janvier 1944.

#### Mesures contre les syndicats et les associations
Dès le 4 juin 1943, les nouvelles autorités avaient procédé à des détentions de dirigeants et de militants communistes, qui pour la plupart furent incarcérés dans des prisons en Patagonie, comme celle de la ville de Neuquén, tandis que d’autres réussirent à s’échapper soit en plongeant dans la clandestinité, soit en prenant le chemin de l’exil en Uruguay.
Le 6 juin, les hauts responsables de la Federación Obrera de la Industria de la Carne (syndicat des travailleurs de la viande) furent arrêtés et envoyés dans le sud, et les locaux du syndicat fermés ; son secrétaire général, José Peter, sera ensuite retenu prisonnier sans procès pendant un an et quatre mois. En juillet, le gouvernement déclara dissoute la CGT no 2, qui, depuis la scission de la Confédération générale du travail survenue en octobre 1942, regroupait les syndicats faisant allégeance aux partis socialiste et communiste.
Le 15 juin 1943, le gouvernement décida la dissolution de l’association pro-Alliés Acción Argentina. En août fut adoptée une réglementation des associations professionnelles tendant à renforcer la domination de l’État sur les syndicats. Le 23 août fut nommé un interventeur militaire chargé de mettre sous tutelle directe des autorités le syndicat de cheminots Unión Ferroviaria et d’évincer ses dirigeants. Un décret fut pris portant dissolution des partis politiques, l’éducation religieuse fut instaurée dans les écoles publiques, et un contrôle rigide fut imposé sur les moyens d’information. Ce type de dispositions illustre le degré d’influence exercé par la loge GOU sur le pays et le profond endoctrinement que celle-ci entendait imposer à la population ; en ce sens, observent Floria et García Belsunce, cette attitude « révélait [la présence dans le GOU d’une] tendance à une sorte d’homogénéité idéologique et culturelle comme objectif désirable ».

#### Carrière politique de Juan Perón et bouleversements intérieurs
Le colonel Perón jouissait de l’appui idéologique de militants et d’écrivains nationalistes notoires comme Diego Luis Molinari et José Luis Torres. Sous Ramírez, il œuvra à refaçonner la politique sociale du gouvernement et à réviser les relations de celui-ci avec les syndicats. En octobre 1944, il fut désigné, à sa propre demande croit-on savoir, titulaire du département national du Travail ; l’un de ses principaux collaborateurs était le lieutenant-colonel Domingo Mercante, membre du GOU et fils d’un cheminot affilié au syndicat La Fraternidad.
Si Perón parvint à se constituer une robuste base de pouvoir reposant sur un vaste soutien populaire et idéologique, les membres du GOU et du gouvernement n’adhéraient pas unanimement à ses projets ; en particulier se manifestèrent bientôt quelques contradicteurs importants, tels que les colonels Ávalos et González ; ces contradicteurs surent peu à peu gagner à leur cause le président Ramírez, qui consentit fin février 1944 à remplacer Farrell et ses collaborateurs par des hommes de son propre cercle. À la suite de ce coup de force de Ramírez, un groupe d’officiers, animés par Farrell et Perón depuis le ministère de la Guerre, réclamèrent sa démission. Le 24 février 1944, devant le total manque de soutien de la part des secteurs qui l’avaient porté au pouvoir, Ramírez rédigea sa propre démission, qu’il adressa « au Peuple de la République » et justifia par le fait qu’il avait perdu l’appui des militaires de la capitale Buenos Aires, de Campo de Mayo, d’El Palomar et de La Plata. Pour légitimer aux yeux du monde ce troisième coup d’État, il était impératif pour le GOU d’établir une continuité formelle entre Ramírez et son successeur, raison pour laquelle il fut décidé de rejeter le texte originel de la démission et de lui substituer une « version officielle » portant que Ramírez, « fatigué » par l’intensité de ses tâches de gouvernement, « déléguait » le pouvoir au vice-président Farrell.
Le GOU fut dissous fin février 1944 sur ordre de Farrell et de Perón, à la suite de la décision du gouvernement fin janvier de rompre les relations diplomatiques avec l’Allemagne et le Japon, et sous la pression de l’ambassade des États-Unis, entre les mains de laquelle s’étaient retrouvés des documents prouvant que le colonel González, le général Alberto Gilbert, ministre des Affaires étrangères intérimaire, et plus particulièrement le président Ramírez s’étaient compromis dans une tentative d’acquisition d’armements auprès de l’Allemagne. Cette autodissolution cependant n’entraînera pas la fin de l’action politique des cadres qui à l’intérieur de la loge appuyaient les positions de Perón ; cette faction allait parvenir à imprimer une nouvelle direction au discours nationaliste originel et jouer un rôle important dans l’issue de la crise de pouvoir entre avril et octobre 1945.

### Présidence du général Edelmiro Farrell

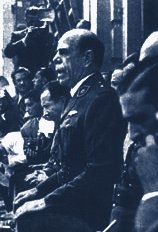
Le général Edelmiro Farrell.

Bien que Farrell pût compter sur une base de pouvoir importante, par l’appui notamment des secteurs du GOU favorables à Perón et aux groupes d’officiers qui avaient aidé à la chute de Ramírez, le nouveau président et ses partisans durent faire face à des groupes croissants d’opposants et à leurs critiques. C’étaient les secteurs politiques et militaires considérés comme « libéraux », qui observaient comment le processus lancé par le GOU était entré dans une « phase dangereuse » et comment de ce fait ce processus avait cessé de servir leurs propres intérêts en vue desquels ils l’avaient appuyé à l’origine ; c’est pourquoi ils tentèrent de convaincre Ramírez de revenir au pouvoir.
Le GOU dissous, la fraction dirigée par le colonel Perón se chargea de mettre en œuvre le programme nationaliste et industrialiste. Perón, qui saisissait mieux que quiconque les réaménagements de classe en train de se produire dans les profondeurs de la société argentine, cherchera d’abord, au milieu d’une grave crise du régime militaire, à conclure une alliance avec l’aile intransigeante, yrigoyéniste, de l’UCR, que dirigeait Amadeo Sabattini, puis, après le refus de celui-ci, trouvera dans le classe laborieuse le solide point d’appui lui permettant de mettre un terme définitif à une époque révolue et d’ouvrir un nouveau cycle dans la vie nationale argentine.
La position du colonel Perón était, au milieu de l’agitation générale consécutive aux oppositions intérieures, tout sauf confortable. Son principal opposant sera le ministre de l’Intérieur, le général Prelinger, qui avait pour alliés certains dirigeants du GOU comme les colonels Julio Lagos et Arturo Saavedra, le lieutenant-colonel Severo Eizaguirre et le major León Bengoa ; ceux-ci, hostiles au processus politico-diplomatique de la loge qui conduisit Ramírez à rompre les relations avec les puissances de l'Axe, et effarouchés par les liens de Perón avec les syndicats, mirent tous leurs efforts à empêcher, mais en vain, la désignation de Perón comme ministre de la Guerre.
La base de pouvoir dont disposait Perón s’était notablement renforcée par le soutien du nouveau président, le colonel Edelmiro Farrell, commandant en chef de Campo de Mayo, puis, après son entrée en fonction le 29 février 1944, du ministre de la Marine, le contre-amiral Alberto Teisaire. Les « libéraux » de leur côté, auxquels il y a lieu d’ajouter les jeunes du Mouvement de rénovation, attachés idéologiquement au nationalisme conservateur, gardaient une grande part de pouvoir. La nouvelle fonction de Perón au ministère de la Guerre lui permit de rehausser plus encore son influence, par sa nouvelle faculté d’assigner, de retirer ou de changer les postes vitaux au sein des forces armées, qui le consacrera comme l’une des pièces maîtresses dans la structure du groupe au pouvoir.
En dépit de la prépondérance du secteur militaire dans la politique nationale argentine, on assista alors à une montée en puissance de groupes nationalistes de droite, favorables encore aux forces armées, tandis qu’en même temps se faisait de plus en plus notable l’activité de groupes sociaux (y compris issus de ces mêmes forces) souhaitant un retour au régime constitutionnel et réclamant une sortie claire et ordonnée de la dictature militaire.

#### Situation internationale
Les mesures de politique internationale adoptées par les États-Unis poussèrent l’Argentine à renégocier et à améliorer sa position dans le contexte américain. Les efforts argentins en vue d’une réconciliation portèrent leurs fruits quand, entre octobre 1944 (devant l’Union panaméricaine) et février-mars 1945 (à Chapultepec, au Mexique), l’Argentine réussit à régulariser sa situation vis-à-vis du concert des nations latinoaméricaines, en signant l’acte de la Conférence internationale sur les problèmes de la guerre et de la paix, et en déclarant la guerre à l’empire du Japon et à l’Allemagne le 27 mars 1945, cédant ainsi à la pression de l’embargo américain. Cela assura à l’Argentine, dont le régime avait été qualifié de « forteresse du fascisme en Amérique » par Roosevelt et par Hull, un siège de membre lors de la conférence fondatrice des Nations unies.